# Беркгольц, Георг
Георг Беркгольц (нем. Georg Berkholz; 23 ноября 1817, Гейденфельд, Лифляндская губерния, ныне Саркани, Латвия — 7 января 1886, Мерано) — российский библиотекарь и редактор из балтийских немцев.
Сын мирового судьи. В 1836—1837 гг. изучал философию в Дерптском университете, однако был исключён за участие в дуэли и отправился в Берлин, где продолжил образование в 1838—1841 гг., занимаясь философией и математикой. в 1841—1852 гг. работал домашним учителем в Лифляндии и Эстляндии, некоторое время также в Костроме.
В 1852—1861 гг. библиотекарь Императорской публичной библиотеки в Санкт-Петербурге, основал в ней отделение руссики. Работал также в библиотеке великой княгини Елены Павловны, был близко дружен с Виктором Геном и Александром Миддендорфом.
В 1861 г. переселился в Ригу и до 1885 г. занимал должность городского библиотекаря. Одновременно в 1862—1869 гг. (с 1865 г. единолично) редактор ежемесячника Baltische Monatsschrift, затем сотрудник и в 1879 г. главный редактор газеты Rigasche Zeitung. Автор различных статей по вопросам политики, экономики, региональной истории.
С 1842 г. состоял в Обществе истории и древностей Остзейских губерний, в 1876—1885 гг. его председатель. В 1884 г. удостоен Дерптским университетом степени доктора истории honoris causa.